# La Jara (comarca)
La Jara es una comarca natural española, que abarca territorios pertenecientes a las provincias de Toledo, Ciudad Real y Cáceres. 

## Geografía
La mayor parte de su territorio se sitúa al oeste de la provincia de Toledo aunque tiene algunas zonas de Ciudad Real, como el Rincón de Anchuras y varias localidades en Cáceres (la Jara cacereña).
Se caracteriza geográficamente por ser un terreno accidentado, con sierras boscosas y rañas esteparias. Al norte es limitada por el río Tajo y al sur por el embalse de Cíjara, formado por las aguas del Guadiana, y los Montes de Toledo, correspondiendo a esta comarca la sierra de Altamira. De sus montañas fluyen hacia el Tajo el río Pusa, el río Gévalo, el río Estenilla, el río Uso y otros afluentes más pequeños.

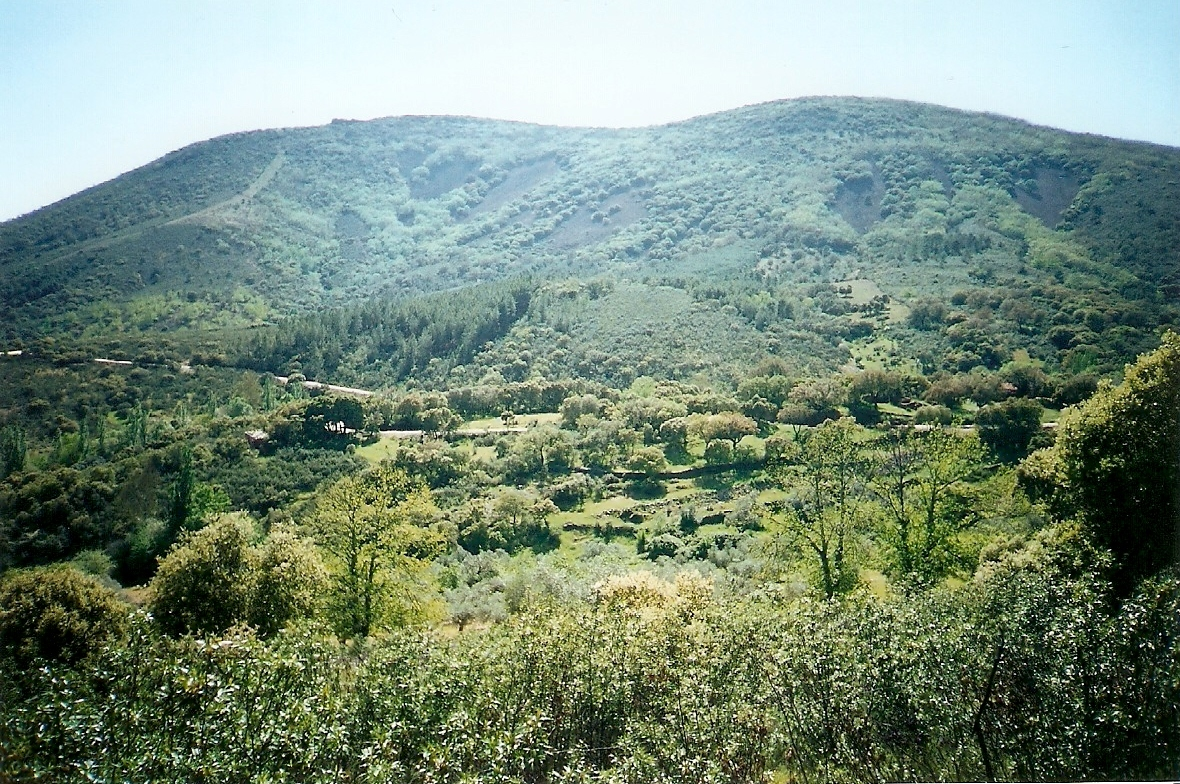
Paisaje en los alrededores de Robledillo

El Puerto de San Vicente, en el límite occidental de la comarca, facilita el acceso a la sierra de Guadalupe, en Cáceres, y ofrece una privilegiada vista del enclave, otro de los puntos que se alzan sobre toda la comarca es el Risco de la Atalaya también conocido como “El atalayón”, en las inmediaciones de Las Hunfrías en el municipio de Robledo del Mazo, limítrofe con el Rincón de Anchuras.

## Naturaleza
La flora es puramente mediterránea, predominan el olivo, el alcornoque, la sabina y los pinares de pino rodeno. También el monte bajo y los jarales que dan el nombre a esta comarca. Las encinas constituyen una parte principal del paisaje, siendo destacables las amplias dehesas jareñas. En los valles de las zonas más altas hay bosques de roble, pino y castaño.
Respecto a la avifauna, es posible contemplar especies como el águila imperial ibérica, el buitre negro o la cigüeña negra. En general, las rapaces tienen especial presencia en la comarca. Además de las mencionadas, son frecuentes las águilas calzadas, las culebreras y las águilas perdiceras. Los milanos y aguiluchos son abundantes sobre los campos jareños, así como en áreas fluviales, como la zona del río Tajo, donde se pueden observar aguiluchos laguneros. Además, ocasionalmente, es posible divisar algún águila pescadora, poco habituales en el interior peninsular. 
Es una de las zonas más ricas de España cinegéticamente, existiendo grandes cotos tanto de caza mayor como menor.
Al sureste de la comarca se encuentra la entrada al parque nacional de Cabañeros, a poco más de un kilómetro del centro de Robledo del Buey, en el término de Los Navalucillos.
En la comarca, la Red Natura 2000 reconoce diversos Lugares de Importancia Comunitaria (LIC), es el caso de los ríos de la margen izquierda del Tajo y berrocales del Tajo. También reconoce al Rincón del Torozo como una zona de interés. Ambas localizaciones, junto al complejo lagunar de la Jara, conforman los tres principales LIC de la comarca, dotándolo de gran atracción para el turismo de naturaleza, siendo destacable el ornitológico.
La Red Natura 2000 también sitúa varias Zonas de Especial Protección para las Aves (ZEPA) en la Jara. En la zona sudeste de la comarca se encuentra la ZEPA de los Montes de Toledo. Al norte, en la zona en la que el Tajo inunda grandes extensiones, entre Belvís y Las Herencias, se sitúa parte de la ZEPA conocida como Río Tajo en Castrejón, islas de Malpica de Tajo y Azután.

## Historia
Históricamente ha estado unida intrínsecamente a la ciudad de Talavera de la Reina. Fue allí donde, tras la reconquista, el rey Alfonso VI mandó repoblar esas zonas devastadas con mozárabes. Etimológicamente, el nombre de la Jara, además de corresponderse con el de una de las especies vegetales más abundantes allí, parece estar relacionado con el vocablo árabe Cha'ara, "(zona despoblada)"; pues así estuvo la comarca durante muchos años. La mayoría de las localidades de esta tierra pertenecieron al señorío de los arzobispos de Toledo bajo la administración del arciprestazgo de Talavera. En 1833 desapareció el Alfoz de Talavera y pasaron a pertenecer a la provincia de Toledo.

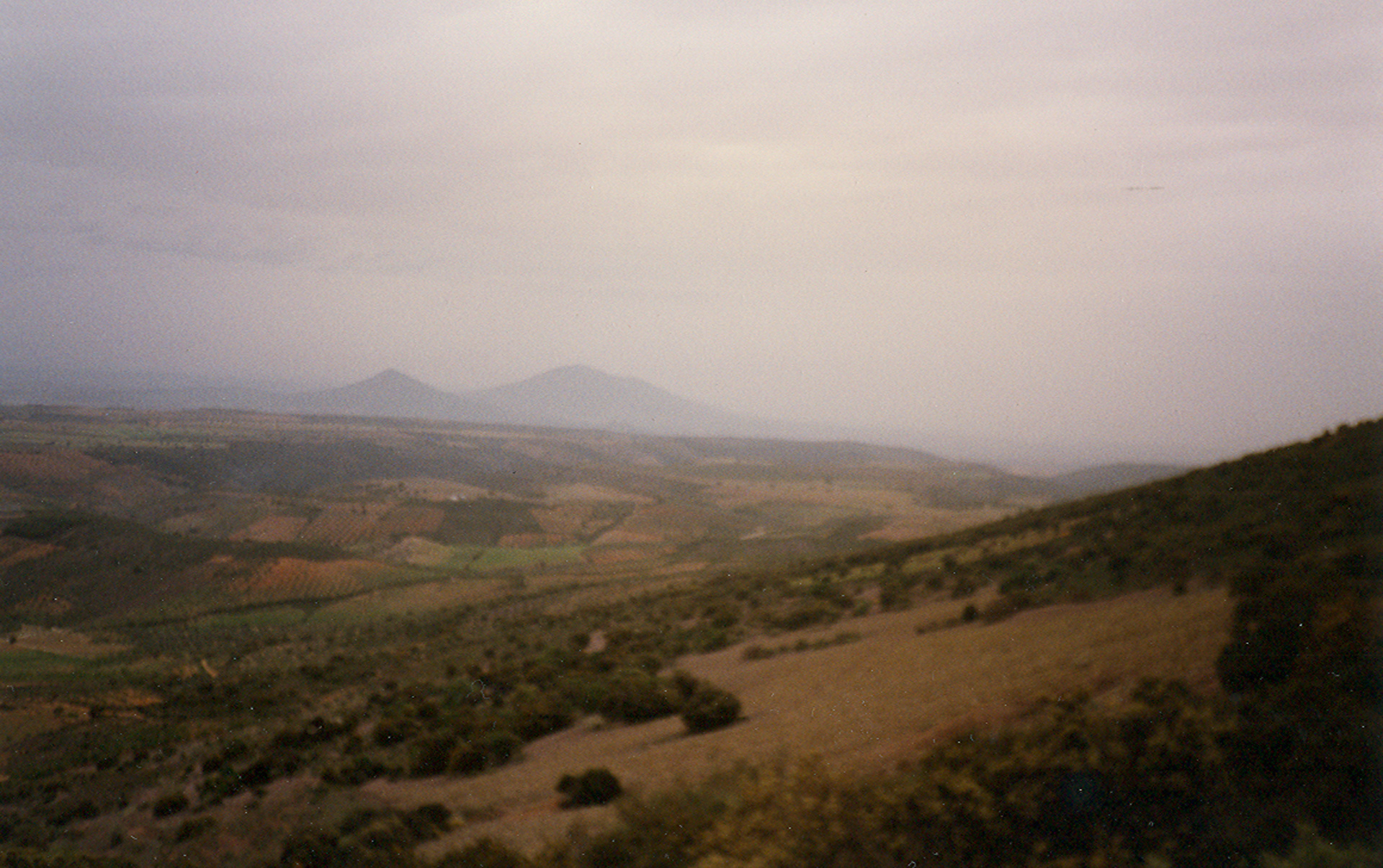
Paisaje cercano a la mina de La Nava de Ricomalillo y Buenasbodas

La Jara aparece descrita en el noveno volumen del Diccionario geográfico-estadístico-histórico de España y sus posesiones de Ultramar de Pascual Madoz. En esta obra de mediados del siglo XIX se incluyen en la comarca las siguientes localidades: al este La Pueblanueva y San Bartolomé de las Abiertas; al norte y al noroeste Las Herencias, Corral Rubio, Aldeanueva de Barbarroya, Azután y Valdelacasa; al suroeste Castañar de lbor, Navatrasierra, Mohedas, Puerto de San Vicente y la Mina, y al sur y al sureste Anchuras, Los Alares, Los Navalucillos y Torrecilla. En el centro de la comarca situaba Alcaudete de la Jara, Espinosa del Rey, Belvís de la Jara, La Estrella, Navalmoralejo, Villar del Pedroso, Garvín, Peraleda de Garvín, Carrascalejo, Aldeanueva de San Bartolomé, El Campillo de la Jara, Sevilleja, La Nava de Ricomalillo, Robledo del Mazo, Las Hunfrías, Robledo del Buey y Piedraescrita. También se citaban otros núcleos de población como Fuentes, Gargantilla, Buenasbodas, Navalasenjambres y Encinacaída.

## Política
En la siguiente tabla se muestran los partidos que gobiernan en cada municipio tras las elecciones municipales del 28 de mayo de 2023. 
| Municipio                     | Gobierno 2019-2023 | Gobierno 2019-2023 | Gobierno 2023-2027 | Gobierno 2023-2027 |
| ----------------------------- | ------------------ | ------------------ | ------------------ | ------------------ |
| Los Navalmorales              |                    |                    |                    |                    |
| Los Navalucillos              |                    |                    |                    |                    |
| La Pueblanueva                |                    |                    |                    |                    |
| Alcaudete de la Jara          |                    |                    |                    |                    |
| Belvís de la Jara             |                    |                    |                    |                    |
| Las Herencias                 |                    |                    |                    |                    |
| San Martín de Pusa            |                    |                    |                    |                    |
| Sevilleja de la Jara          |                    |                    |                    |                    |
| Aldeanueva de Barbarroya      |                    |                    |                    |                    |
| La Nava de Ricomalillo        |                    |                    |                    |                    |
| Espinoso del Rey              |                    |                    |                    |                    |
| San Bartolomé de las Abiertas |                    |                    |                    |                    |
| Aldeanueva de San Bartolomé   |                    |                    |                    |                    |
| Mohedas de la Jara            |                    |                    |                    |                    |
| Santa Ana de Pusa             |                    |                    |                    |                    |
| El Campillo de la Jara        |                    |                    |                    |                    |
| Anchuras                      |                    |                    |                    |                    |
| Robledo del Mazo              |                    |                    |                    |                    |
| La Estrella                   |                    |                    |                    |                    |
| Torrecilla de la Jara         |                    |                    |                    |                    |
| Puerto de San Vicente         |                    |                    |                    |                    |
| Retamoso de la Jara           |                    |                    |                    |                    |
| Villarejo de Montalbán        |                    |                    |                    |                    |

### Resultados de las Elecciones municipales de 2023
|                               |   |   |   |   |  | IND |
| ----------------------------- | - | - | - | - |  | --- |
| Los Navalmorales              | 6 | 5 |   |   |  |     |
| Los Navalucillos              | 1 | 5 |   | 3 |  |     |
| La Pueblanueva                | 2 | 3 | 6 |   |  |     |
| Alcaudete de la Jara          | 5 | 3 |   |   |  | 1   |
| Belvís de la Jara             | 4 | 5 |   |   |  |     |
| Las Herencias                 | 3 | 4 |   |   |  |     |
| San Martín de Pusa            | 3 | 4 |   |   |  |     |
| Sevilleja de la Jara          | 4 | 3 |   |   |  |     |
| Aldeanueva de Barbarroya      | 1 | 6 |   |   |  |     |
| La Nava de Ricomalillo        | 4 | 3 |   |   |  |     |
| Espinoso del Rey              | 5 | 2 |   |   |  |     |
| San Bartolomé de las Abiertas | 7 |   |   |   |  |     |
| Aldeanueva de San Bartolomé   | 3 |   | 1 | 3 |  |     |
| Mohedas de la Jara            | 3 | 4 |   |   |  |     |
| Santa Ana de Pusa             | 4 | 3 |   |   |  |     |
| El Campillo de la Jara        | 5 | 2 |   |   |  |     |
| Anchuras                      | 7 |   |   |   |  |     |
| Robledo del Mazo              | 1 | 4 |   |   |  |     |
| La Estrella                   | 4 | 1 |   |   |  |     |
| Torrecilla de la Jara         | 1 | 4 |   |   |  |     |
| Puerto de San Vicente         | 1 | 4 |   |   |  |     |
| Retamoso de la Jara           |   | 4 |   |   |  | 1   |
| Villarejo de Montalbán        | 3 |   |   |   |  |     |

## Economía

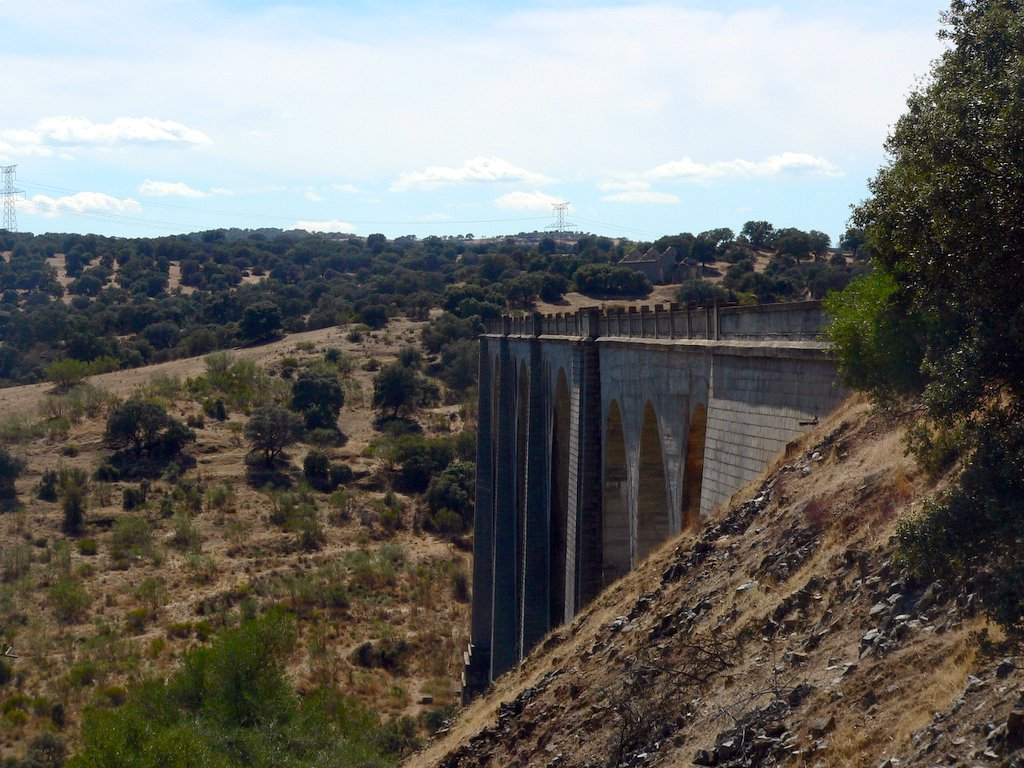
Vía verde de la Jara.

Económicamente, la principal riqueza es la agricultura y la ganadería, especialmente el ganado ovino y porcino. También es muy importante la producción de aceite de oliva, de gran calidad. Turísticamente es un terreno muy apreciado cinegéticamente y también por los senderistas. Esto, unido a la cercanía al parque nacional de Cabañeros, ha devenido en una reciente proliferación de casas rurales. A este atractivo se une la vía verde de la Jara un tramo de 52 kilómetros del ferrocarril que debía unir Talavera de la Reina con Villanueva de la Serena, en la provincia de Badajoz. Actualmente existe el deseo de enlazar esta vía verde con el tramo extremeño de las Vegas del Guadiana a través de las Villuercas (véase también el artículo Camino Natural de las Vegas del Guadiana).

## Demografía

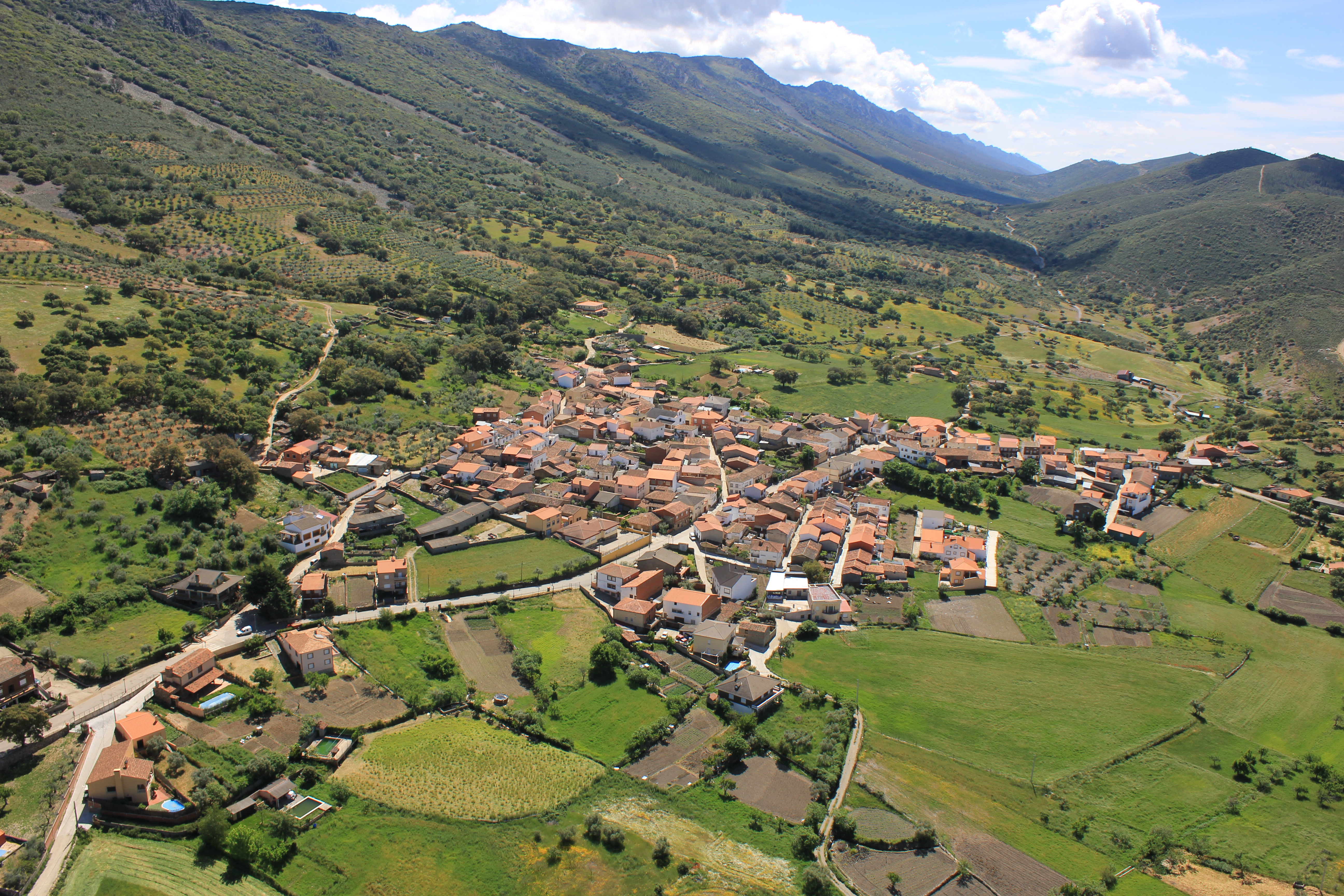
Vista de Navatrasierra

La zona ha conocido un fuerte despoblamiento a lo largo de la segunda mitad del siglo XX, debido al éxodo rural. El poblamiento, condicionado por la orografía, ha sido siempre poco denso y bastante disperso, existiendo con frecuencia varias pedanías para un mismo ayuntamiento (caso de Anchuras o Robledo del Mazo, por ejemplo).
La mayor parte de la población se localiza en la parte baja, en localidades como Alcaudete de la Jara, Los Navalmorales o Los Navalucillos, siendo mínima en la parte alta, en núcleos como Los Alares, Buenasbodas o las pedanías de Robledo del Mazo: Las Hunfrías, Robledillo, Navaltoril, etc.

### Municipios
| Municipio                     | Población | Superficie | Densidad |
| ----------------------------- | --------- | ---------- | -------- |
| Los Navalmorales              | 2.420     | 104,95     | 27,01    |
| La Pueblanueva                | 2.142     | 122,10     | 19,26    |
| Los Navalucillos              | 2.050     | 355,94     | 6,32     |
| Alcaudete de la Jara          | 1.660     | 176,12     | 11,10    |
| Belvís de la Jara             | 1.535     | 114,03     | 14,89    |
| Navalmoralejo                 | 51        | 22         | 2,91     |
| Las Herencias                 | 772       | 90,73      | 9,25     |
| Sevilleja de la Jara          | 665       | 233,95     | 3,26     |
| San Martín de Pusa            | 629       | 104,54     | 7,38     |
| La Nava de Ricomalillo        | 519       | 39,53      | 15,03    |
| Aldeanueva de Barbarroya      | 501       | 91,80      | 6,83     |
| Espinoso del Rey              | 425       | 48,28      | 11,02    |
| San Bartolomé de las Abiertas | 437       | 56,86      | 8,93     |
| Aldeanueva de San Bartolomé   | 414       | 34,61      | 13,67    |
| Mohedas de la Jara            | 400       | 60,42      | 7,56     |
| Santa Ana de Pusa             | 350       | 19,44      | 22,48    |
| El Campillo de la Jara        | 342       | 88,06      | 4,66     |
| Anchuras                      | 295       | 231,05     | 1,48     |
| Robledo del Mazo              | 261       | 136,71     | 2,41     |
| La Estrella                   | 215       | 77,23      | 3,56     |
| Torrecilla de la Jara         | 207       | 70,61      | 3,68     |
| Puerto de San Vicente         | 148       | 46,51      | 4,34     |
| Retamoso de la Jara           | 103       | 48,24      | 2,36     |
| Villarejo de Montalbán        | 71        | 65,37      | 1,16     |
| Total La Jara                 | 16591     |            |          |

Población a 1 de enero de 2021

### Núcleos de población
En la Provincia de Toledo
La Diputación Provincial de Toledo reconoce los siguientes núcleos de población dentro de la comarca de la Jara, siendo la mitad de ellos, aproximadamente, pedanías dependientes de otros ayuntamientos.
- Alcaudete de la Jara
- Aldeanueva de Barbarroya
- Aldeanueva de San Bartolomé
- Belvís de la Jara
- El Campillo de la Jara
- Espinoso del Rey
- Navalmoralejo
- La Estrella
  - Fuentes
- Las Herencias
  - El Membrillo
- Mohedas de la Jara
- La Nava de Ricomalillo
- Los Navalmorales
- Los Navalucillos
  - Los Alares
  - Robledo del Buey
  - Valdeazores
- La Pueblanueva
- Puerto de San Vicente
- Retamoso de la Jara
- Robledo del Mazo
  - Las Hunfrías
  - Navaltoril
  - Piedraescrita
  - Robledillo
- San Bartolomé de las Abiertas
- San Martín de Pusa
- Santa Ana de Pusa
- Sevilleja de la Jara
  - Buenasbodas
  - Gargantillas
  - Minas de Santa Quiteria
  - Puerto del Rey
- Torrecilla de la Jara
  - La Fresneda de la Jara
- Villarejo de Montalbán

En la provincia de Cáceres
Incluye las siguientes localidades cacereñas:
- Villar del Pedroso
  - Navatrasierra

- Carrascalejo
- Carrascalejo
- Garvín
- Valdelacasa de Tajo
- Peraleda de San Román
- Talavera la Vieja. Esta última localidad fue repartida entre Bohonal de Ibor y Peraleda de San Román, con motivo de la inundación de parte de su término por las aguas del embalse de Valdecañas en 1963.

En la provincia de Ciudad Real
El enclave de Anchuras, municipio perteneciente a la provincia de Ciudad Real, es considerado generalmente también parte de la Jara, por lo que habría que sumar a la lista:
- Anchuras
  - Encinacaída
  - Enjambre
  - Las Huertas
  - Gamonoso.